# Dondușeni
Dondușeni is een gemeente - met stadstitel - in het noorden van Moldavië. Het is tevens de hoofdstad van het gelijknamige raion.